# Ancistrus dolichopterus
Espèce
Statut de conservation UICN

 LC  : Préoccupation mineure
Ancistrus dolichopterus est une espèce de poissons-chats de la famille des Loricariidae. Décrit par Rudolf Kner en 1854, le nom a été appliqué sans discernement à de nombreuses autres espèces notamment communes en aquariophilie, comme Ancistrus triradiatus. C'est un poisson noirâtre avec une fine ponctuation blanche ; le L-number L183 se rapporte à cette espèce.